# Solenopsis emeryi
Solenopsis emeryi é uma espécie de formiga do gênero Solenopsis, pertencente à subfamília Myrmicinae.